# Pablo Pereira (escritor)
Pablo Pereira (Blumenau, 20 de fevereiro de 1978) é um escritor, romancista, poeta, professor e palestrante brasileiro.

## Biografia
Pablo Pereira nasceu em Blumenau/SC, em 1978. Publicou textos em língua francesa, de 1996 a 1999, na Revista “Ça Bouge” (Publication des étudiants en Lettres – Français de l’UFSC). No mesmo período, em Florianópolis/SC, publicou os livros “Combalir: poesia”, “Sinfonia nº 5: ficção” e idealizou o Panfleto Literário “Artesãos d’Adega”. A partir de 1997, além de lecionar Língua Portuguesa em escolas particulares, deu início à criação e coordenação de inúmeros projetos nas áreas de educação e cultura no estado de Santa Catarina, entre eles se destacam: “Avaliação Geração do Ensino Médio” e “Mostra Geração de Ciências e Cultura” (Curso e Colégio Geração, de 1999 a 2002), “Festival Energia de Curtas Joinvilenses” (Sistema de Ensino Energia, 2006 e 2007), “Festival Bom Jesus de Vídeo Estudantil” (Associação Luterana Educacional Bom Jesus/IELUSC, 2007) e “Aulão do Amor Total” (Curso e Colégio Positivo, 2008). De 2007 a 2010, esteve à frente do Persona – Cultura e Formação Integral, onde atuou como terapeuta holístico, coordenou cursos pré-vestibulares e lecionou as disciplinas de Gramática Aplicada ao Texto e Escrita Criativa, em Balneário Camboriú e Joinville/SC. Atualmente, além de se dedicar à publicação de dois livros, “Do Caos: a depressão em fragmentos” – em terras lusitanas – e “Aura Clara e Outras Cores: pequenos poemas em prosa”, ministra palestras e cursos (in company) sobre leitura, escrita e criatividade, abordando o Método Pablo Pereira (MPP), sistema terapêutico personalizado de Escrita Criativa.

## Principais obras
- Combalir: poesia (Florianópolis: Edição do autor, 1998)
- «Sinfonia nº 5: ficção (Florianópolis: Letras Contemporâneas, 1999)»
- «Do Caos: a depressão em fragmentos (Lisboa, Portugal: Chiado Editora, 2013)»
- «Aura Clara e Outras Cores: pequenos poemas em prosa (Salto, SP: Editora Schoba, 2012)»